# Megagallia punctaticollis
Megagallia punctaticollis är en insektsart som beskrevs av Carl Stål 1862. Megagallia punctaticollis ingår i släktet Megagallia och familjen dvärgstritar. Inga underarter finns listade i Catalogue of Life.